# Juan Bartolí
Juan Bartolí Figueras (Molins de Rey, Barcelona, España, 30 de octubre de 1935 — Molins de Rey, Barcelona, España, 29 de noviembre de 2010) fue un futbolista español que se desempeñaba como defensa.

## Clubes
| Club             | País   | Año       |
| ---------------- | ------ | --------- |
| R. C. D. Español | España | 1954-1965 |
| Hércules C. F.   | España | 1965-1967 |